# Sethlans
Sethlans was de Etruskische tegenhanger van de Griekse god Hephaistos (of Vulcanus in het Latijn), de god van de smeedkunst, de edelsmeden en de vulkanen. In de Etruskische kunst wordt hij afgebeeld met het gereedschap van een smid en draagt hij een pileus, een conisch hoedje.
Sethlans komt niet voor op het zogenaamde Levermodel van Piacenza, waar wel andere Etruskische goden op vermeld worden.
Er zijn geen archeologische bewijzen voor cultusplaatsen gewijd aan Sethlans. De god komt echter voor op munten die geslagen zijn in Populonia, hetgeen de aanwezigheid van een cultusplaats in die stad aannemelijk maakt.
Aplu · 
Artume · 
Calu · 
Charun · 
Fufluns · 
Hercle · 
Laran · 
Lasa · 
Mean · 
Menrva · 
Nethuns · 
Phersipnei · 
Satre · 
Sethlans · 
Thalna · 
Tinia · 
Turms · 
Uni ·
Vanth